# Syntomeida joda
Syntomeida joda là một loài bướm đêm thuộc phân họ Arctiinae, họ Erebidae.